# Catharina van Hollebeke
Catharina van Hollebeke (omstreeks 1490- omstreeks 1550) was priores van de kloosters van de Derde Orde van Sint Franciscus te Zaamslag en Berchem.

## Werken
Catharina was zuster in het klooster van de Derde Orde van Sint-Franciscus te Komen en ze is voor 1523 naar de paus gegaan om toestemming te vragen om het vervallen hospitaal van Zaamslag te herstellen. Waarschijnlijk ging de paus alleen akkoord wanneer keizer Karel V dat ook zou doen. Daarom kreeg ze op 25 september 1523 toestemming van Karel V om het hospitaal op te knappen. Ze heeft dit complex van haar eigen geld laten opknappen, naar haar eigen wens. In 1534 moest ze vluchten voor de overstromingen in het gebied rondom Zaamslag, maar ze keerde daarna weer terug. Vanwege haar inzet voor dit hospitaal werd het daarom door Karel V verheven tot klooster, in 1540. 
Ze moet voor 1550 overleden zijn. 
Ze werd opgevolgd door Lijsbet Swalens, een van oorsprong Gentse bakkersdochter.
Het hospitaal dat ze met zoveel zorg herstelde, verdween voorgoed in de golven in 1586.